# Liste der Bischöfe von Mariana
Die folgenden Personen waren Bischöfe von Mariana (Korsika, heute Frankreich):
- 313: Catonus Leo Corsicanus
- 649: Donatus
- 900: Lunergius
- 940: Lothar (Lotherius)
- 1113: Hildebrand
- 1119: Ottone Colonna
- 1123: Guglielmo (Guillelmus)
- 1125: Teobald
- 1149: Petrus I.
- 1179: Ladius
- 1220: Opizzu Cortincu
- 1237: Pandolph
- 1242: Rudolf (Rodolphus)
- 1252: Vincent I. (Vincentius)
- 1269: Opizzo Pernice
- 1274: Matteo (Matteus)
- 1283: Adamo Pensa
- 1289: Opizo Pernice
- 1298–1328: Guido
- 1328–1342: Vincentius II.
- 1343–1351: Bonaventura Benvenuti
- 1351–1352: Jacopo
- 1352–1353: Dominico di Campocasso
- 1353–1363: Johannes de Castello
- 1364–1366: Petrus II.
- 1366–1371: Nikolaus
- 1371: Martinus
- 1372: Raimond
- 1388–1428: Ghjuvanni (Johannes) d’Omessa
- 1428–1433: Dominico d'Orbetella
- 1433–1436: Gregorius Fieschi
- 1436–1457: Michele de Germani(s)
- 1458–1463: Hieronimus de Monte Reggio
- 1463–1493: Leonardo de Fornari
- 1493: Antonius
- 1494–1495: Giuliano (Jiulius) da Isopo
- 1495–1500: Ottaviano de Fornari
- 1500–1531: Giovanni Battista Uso di Mare
- 1531: Innocenzo Cibo
- 1532–1548: Cesare Cibo
- 1548–1550: Octaviano Cibo
- 1550–1554: Baldinus de Balduinis
- 1554–1560: Giovanni Battista Cicala
- 1560–1566: Nicolo Cicala (ab 1563 Bischof von Mariana-Accia), † 1570
- 1566–1570: Girolamo Leone
- 1570–1584: Giovan Battista Centurione
- 1584–1599: Nicolo Mascardi
- 1599–1622: Geronimo del Pozzo
- 1622–1644: Giulio del Pozzo
- 1645–1656: Giovanni Agostino Marliani
- 1656–1683: Carlo Fabrizio Giustiniani
- 1683–1685: Agostino Fieschi
- 1686–1704: Giovanni Carlo de Mari
- 1704–1706: Mario Emmanuelle Durazzo (vorher Bischof von Aleria)
- 1706–1720: Andrea della Rocca
- 1720–1747: Agostino Saluzzo
- 1747–1772: Dominico Maria Saporito
- 1772–1775: Angelo Odardo Stefanini
- 1775–1781: Francesco Cittadella
- 1782–1788: Pierre Peineau de Verdier
- 1789–1801: Igance de Verclos